# Valérie Favre

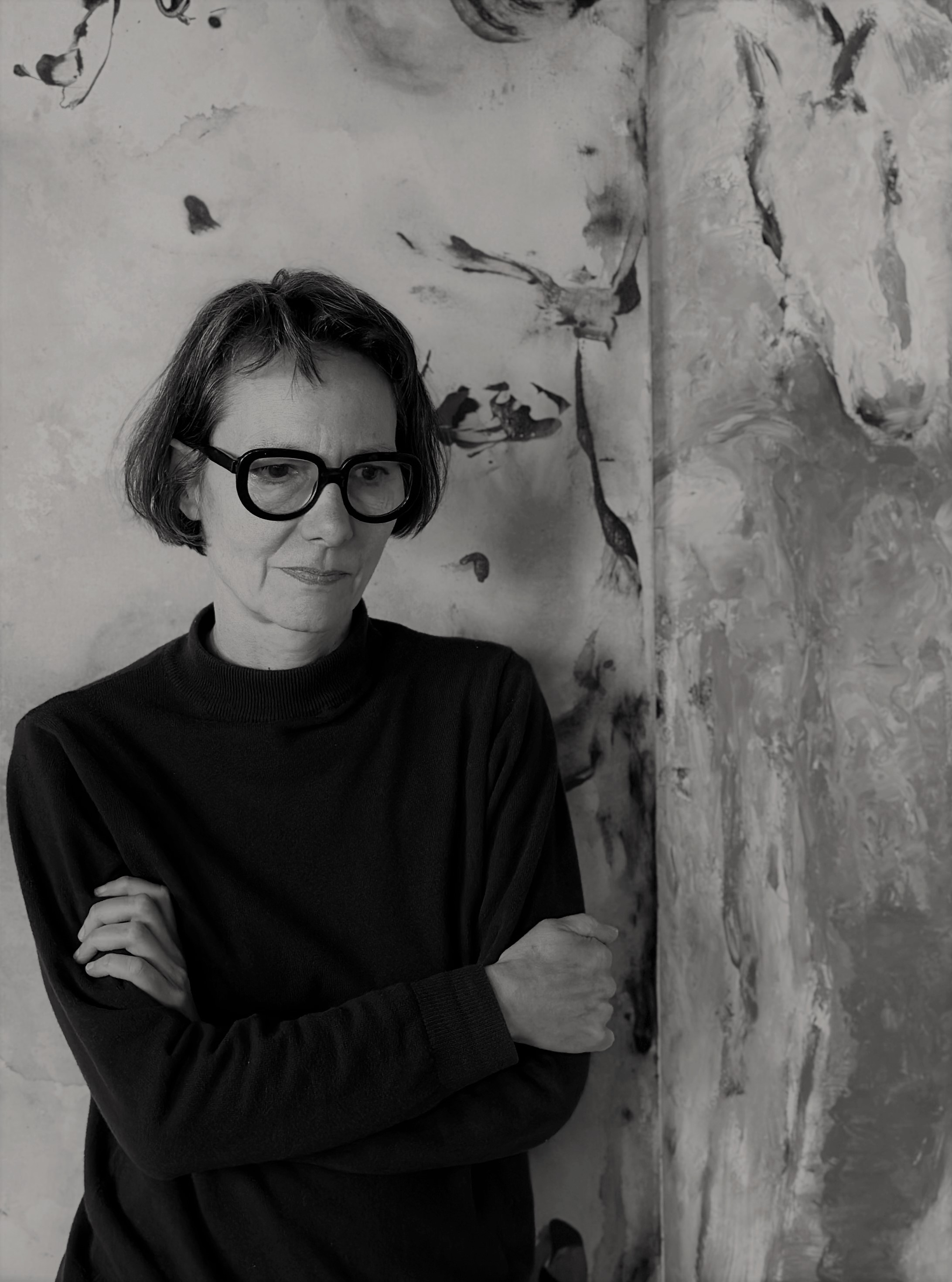
Valérie Favre, 2023

Valérie Favre (* 18. August 1959 in Evilard, Kanton Bern) ist eine schweizerische Bildende Künstlerin und seit 2006 Professorin für Malerei an der Universität der Künste Berlin.

## Leben und Schaffen
Valérie Favre wuchs im Kanton Neuchâtel auf; ihre Muttersprache ist Französisch. Nach einer Theaterausbildung arbeitete sie ab den frühen 1980ern zunächst als Bühnenbildnerin und Schauspielerin in Paris, wandte sich aber dann in den späten 1980ern der Malerei zu. Nach Berlin zog sie 1998, nachdem sie 18 Jahre in Frankreich gelebt und sich dort einen Namen gemacht hatte.
Die Hochschullehrerin gehörte 2013 der fünfköpfigen Jury des Fred-Thieler-Preis für Malerei an.
Valérie Favre lebt und arbeitet in Berlin.

### Arbeitsweise
Der Kulturjournalist Stefan Lüddemann beschrieb 2016 die Art und Weise, mit der Favre dabei vorgeht, mit dem Begriff Reenactment. Den Großteil ihres künstlerischen Werks setzt sie als Ölmalerin um.

## Ausstellungen
Favres Werk wurde in internationalen Sammlungen und Ausstellungen gewürdigt, etwa in der von der Heydt Kunsthalle in Wuppertal-Barmen (2016/17) oder im K21 in Düsseldorf (2010/2011); im Kunstmuseum Luzern (2009/2010); im Carré d’Art in Nîmes, Frankreich (2009); im Centre Georges Pompidou Paris (2009); im Haus am Waldsee, Berlin (2006); im Westfälischen Kunstverein Münster (2004); im Musée de Picardie Amiens, Frankreich (2003); in der Fondazione per l’Arte Contemporanea, Mailand (2000); im FRAC Auvergne, Frankreich (1999).

### Ausstellungskataloge
- Valérie Favre – Visions. Ausstellungskatalog Carré d’Art Nîmes, Kunstmuseum Luzern, Texte von Beatrice von Bismarck, Claire Brunet, Jürgen Harten, Jaqueline Lichtenstein. Hatje Cantz, Ostfildern 2009.
- Valérie Favre. Ausstellungskatalog Kunstverein Ulm. Texte von Antje Dietze, Christian Malycha, Monika Machnicki. Kerber, Bielefeld 2008.
- Valérie Favre – Der dritte Bruder Grimm. Ausstellungskatalog Haus am Waldsee. Texte von Katja Blomberg, Alexander Koch. Revolver, Frankfurt 2006.
- Valérie Favre – Mise en Scène. Ausstellungskatalog Westfälischer Kunstverein Münster. Texte von Valérie Favre, Carina Plath, Gregor Jansen. Verlag für moderne Kunst Nürnberg, Nürnberg 2004.
- Valérie Favre – Forêts. Ausstellungskatalog Musée de Picardie. Texte von Sylvie Couderc. Kerstin Grübmeyer, Amiens 2003.
- Valérie Favre – Sophie et Patrick. Ausstellungskatalog L’Espal, Centre Culturel. Texte von Marion Casanova. Le Mans 2001.
- Range ta Chambre. Ausstellungskatalog Centre d’Art Contemporain de Basse Normandie. Herouville, Saint-Clair 1994.

### Anderes
- Prix Meret Oppenheim 2024, Hrsg. BAK / Gina Bucher, 2024 Bern, ISBN 978-3-907394-11-3.
- Valérie Favre und Axel Ruoff: Malerei. Ein Gespräch. Verlag Hatje Cantz, 2024 Berlin, ISBN 978-3-7757-5625-9.

## Film
- Künstler hautnah. Künstlerportrait auf Arte, Ausstrahlung am 11. März 2006

## Preise
- 2024: Schweizer Grand Prix Kunst / Prix Meret Oppenheim des Bundesamtes für Kultur (BAK)[8]